# صخره‌نورد (فیلم آینده)
صخره‌نورد (به انگلیسی: Cliffhanger) یک فیلم اکشن و دلهره‌آور آمریکایی در حال ساخت به کارگردانی ژائومه کولت-سرا و نویسندگی آنا لیلی امیرپور است. این فیلم به عنوان بازسازی فیلم صخره‌نورد محصول ۱۹۹۳ عمل می‌کند. لیلی جیمز، پیرس برازنان، نل تایگر فری، فرانتس روگوفسکی، شابهام ساراف، اسعد بواب، سوزی بمبا و برونو گوئری در این فیلم ایفای نقش می‌کنند.

## داستان
یک راهنمای کسب و کار کوهستانی و دخترش در کوهنوردی در کوه‌های آلپ ایتالیا با یک رویداد غم‌انگیز روبرو می‌شوند که آنها را مجبور می‌کند تا با ظهور دشمنان خطرناک، با ناملایمات مقابله کنند و بر آن غلبه کنند.

## ساخت
در سال ۱۹۹۴ کمپانی ترایستار پیکچرز اعلام کرد که قصد دارد دنباله‌ای برای فیلم صخره‌نورد در سال ۱۹۹۳، با همراهی استالونه در نقش اصلی توسعه دهد. این پروژه تا سال‌ها در جهنم توسعه باقی ماند. سرانجام در اکتبر ۲۰۲۴، گزارش شد که سیلوستر استالونه دیگر در فیلم دوم نیست، پس از یک بازنگری خلاقانه، از دنباله به یک راه اندازی مجدد تبدیل شد. لیلی جیمز برای نقش اصلی در کنار پیرس برازنان، نل تایگر فری، فرانتس روگوفسکی، شابهام ساراف، اسعد بواب، سوزی بمبا و برونو گوری انتخاب شده‌اند فیلمبرداری اصلی در ۳۱ اکتبر ۲۰۲۴ در اتریش آغاز شد.